# (1939) Loretta
(1939) Loretta es un asteroide perteneciente al cinturón de asteroides descubierto por Charles Thomas Kowal el 17 de octubre de 1974 desde el observatorio del Monte Palomar, Estados Unidos.

## Designación y nombre
Loretta fue designado al principio como 1974 UC.
Más adelante se nombró en honor de una hija del descubridor.

## Características orbitales
Loretta está situado a una distancia media del Sol de 3,12 ua, pudiendo alejarse hasta 3,518 ua y acercarse hasta 2,723 ua. Su excentricidad es 0,1274 y la inclinación orbital 0,9073°. Emplea en completar una órbita alrededor del Sol 2013 días.